# Abdij Saint-Génis-des-Fontaines

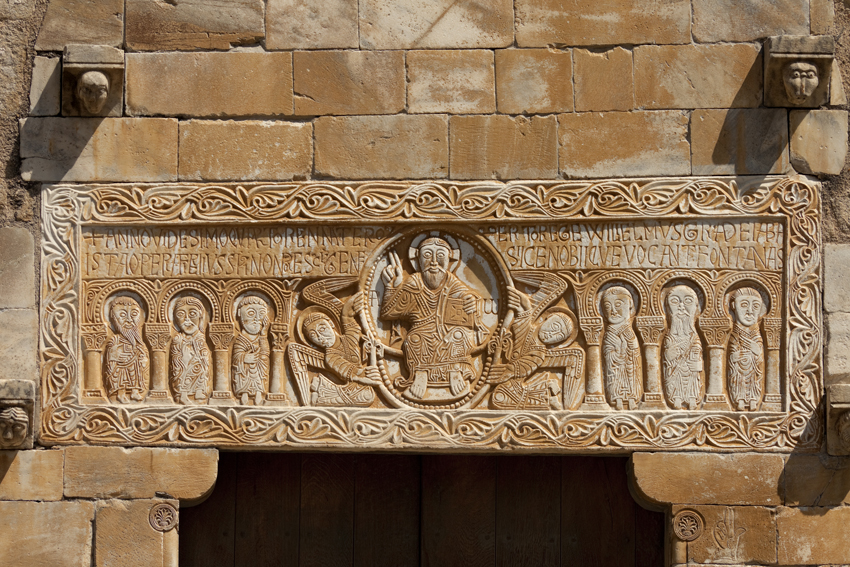
Latei boven de ingang van de kerk

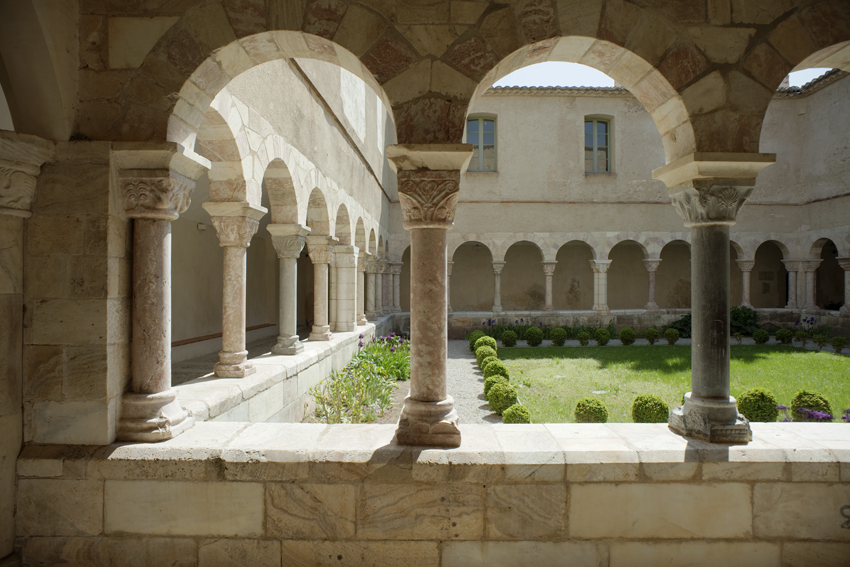
Klooster

De Abdij Saint-Génis-des-Fontaines is een voormalige benedictijner abdij aan de voet van het Alberamassief in de Franse gemeente Saint-Génis-des-Fontaines (Pyrénées-Orientales). De abdijkerk is bekend door haar romaanse latei.

## Geschiedenis
De Abdij Saint-Génis-des-Fontaines werd gesticht in 819, enkele jaren nadat de streek was heroverd op de Saracenen. De eerste abt was Sentimir. Aan het einde van de 10e eeuw werd de abdij verwoest en zij werd in 981 heropgericht. In 1000 werd er een synode gehouden in de abdij. In 1507 werd de abdij, die in verval was geraakt, gehecht aan het klooster van Montserrat.
Na de Franse Revolutie werd de abdij opgeheven en in 1796 werden de kloostergebouwen verkocht. Er kwam toen een boerderij in de gebouwen.

## Gebouwen
De abdij stond vroeger ten zuiden van het dorp maar is door de toegenomen bebouwing intussen midden in het dorp gelegen.

### Kerk
De voormalige abdijkerk gewijd aan Sint-Michiel heeft een enkele beuk en een lage, vierkanten Catalaanse klokkentoren. Opvallend aan de kerk is de latei in wit marmer uit Céret die dateert uit ca. 1020, die wordt beschouwd als een meesterwerk van vroeg-romaanse kunst. De latei toont Christus in een mandorla die geflankeerd wordt door twee aartsengelen. Daarnaast staan twee groepen van telkens drie apostelen. Verder is de kerk uit de 12e en de 13e eeuw. Ze werd ingewijd in 1153.

### Klooster
Het klooster in roze marmer heeft een bewogen geschiedenis. Het kwam in privébezit na de Franse Revolutie. Twee van de drie eigenaars verkochten in de jaren 1920 hun deel van het klooster aan een Parijse antiquair. Die liet het gekochte deel ontmantelen en verkocht de onderdelen aan verschillende kopers. Tussen 1986 en 1988 werd het verdwenen deel van het klooster heropgebouwd met stenen en pilaren die kwamen uit het Kasteel van Mesnuls en uit het Louvre. Een deel van het klooster waaronder de roze marmeren fontein was echter verscheept naar de Verenigde Staten en staat opgesteld in het museum The Cloisters in New York. Dit deel van het klooster moest worden gereconstrueerd.